# Leptocucurthis
Leptocucurthis is een monotypisch geslacht van schimmels behorend tot de familie Dacampiaceae. Het bevat alleen Leptocucurthis quadrata.